# Azienda Siciliana Trasporti
Azienda Siciliana Trasporti S.p.A., meglio nota attraverso l'acronimo AST, è un'azienda pubblica controllata dalla Regione Siciliana, che ne è socio unico, incaricata di gestire il servizio di trasporto pubblico interurbano in Sicilia nonché il servizio di trasporto pubblico locale in diversi comuni dell'isola.

## Storia
L'Azienda Siciliana Trasporti fu fondata nel 1947 allo scopo di provvedere una rete di collegamento su strada che permettesse la mobilità dei cittadini all'interno della Sicilia collegando con i rispettivi capoluoghi di provincia e con il capoluogo regionale anche zone ed aree che ne erano sprovviste.
Venne istituita come società pubblica con la legge regionale n. 7 del 22 agosto 1947 allo scopo dichiarato di "provvedere a servizi di trasporto di persone e cose". La legge regionale n. 22 del 13 marzo 1950 ne ordinò le funzioni.
L'AST è stata trasformata in Società per azioni nell'ambito delle attuali linee di orientamento a livello europeo nel gennaio 2006, e il suo socio unico è la Regione Siciliana.
Dal 1997 è presidente (o commissario) Dario Lo Bosco che si dimette nel novembre 2015 perché arrestato nell'ambito di un'inchiesta della procura di Palermo su appalti pubblici e corruzione .
Nel febbraio 2016 il presidente della regione Rosario Crocetta nomina presidente dell'Ast Massimo Finocchiaro, imprenditore, responsabile de Il Megafono - Lista Crocetta per la provincia di Messina.

## Settori di attività
L'AST opera in un territorio di 11.891 km² di superficie, pari al 47% della superficie regionale fornendo i propri servizi ad una popolazione di 3.456.649 di abitanti, 69% della popolazione regionale residente in 128 comuni..
Il servizio urbano viene espletato nei comuni di: Alcamo, Mazara del Vallo, Salemi, Caltagirone, Carlentini, Lentini, Paternò e Chiaramonte Gulfi.
La popolazione complessiva servita è pari a 732.767 abitanti su una superficie di 957 km²; in totale sono percorsi 6.287.765 km/anno.
La rete interurbana si compone di 154 linee e serve una popolazione di 3.564.649 abitanti su una superficie di 12.477 km²; i km/anno prodotti risultano pari a 26.509.790.

### Altre attività
A partire dagli anni novanta si è avviata una progressiva diversificazione dell'attività produttiva dell'azienda che ha assunto la gestione degli impianti di risalita della stazione sciistica di Piano Battaglia sulle Madonie. Ha poi acquisito una partecipazione azionaria nella Società Interporto di Catania S.p.A.
Detiene inoltre il pacchetto di maggioranza delle seguenti società:
- AST Sistemi s.r.l., società di progettazione e servizi di ingegneria e controllo qualità dei materiali
- AST Aeroservizi S.p.A., società per il trasporto aereo e di gestione aeroportuale, che gestisce l'aeroporto di Lampedusa
- Jonica Trasporti e Turismo S.p.A., società di trasporto che collegava Messina alla riviera jonica messinese (fusa per incorporazione in AST S.p.A. il 10 marzo 2022, con relativo marchio in disuso dal 1º maggio 2022)

### Il parco autobus
Il parco veicolare AST dichiarato dall'azienda al termine del 2012 è composto da autobus urbani, suburbani, interurbani e gran turismo.

## Dati societari
- Regione Siciliana - Socio intestatario del 100% del capitale sociale

### Struttura territoriale
L'azienda è presente nel territorio regionale mediante tre strutture territoriali:
- Struttura territoriale occidentale: sedi di Palermo e di Trapani
- Struttura territoriale nord-orientale: sedi di Catania e di Messina
- Struttura territoriale sud orientale: sedi di Siracusa e di Modica